# モンターニェ
モンターニェ（イタリア語: Montagne）は、イタリア共和国トレンティーノ＝アルト・アディジェ州トレント自治県トレ・ヴィッレにある分離集落（フラツィオーネ）。
かつては独立した自治体（コムーネ）であったが、2016年1月1日、プレオーレ、ラーゴリと合併し、新自治体の一部となった。

## 地理

### 位置・広がり

#### 隣接コムーネ
コムーネとしてのモンターニェは、以下のコムーネと隣接していた。
- ラーゴリ
- スピアッツォ
- ボチェナーゴ
- ペルーゴ
- ステーニコ
- ヴィッラ・レンデーナ
- ヴィーゴ・レンデーナ
- ダレ
- プレオーレ